# Bistrica (Gornji Vakuf-Uskoplje)
Pour les articles homonymes, voir Bistrica.
Bistrica (en cyrillique : Бистрица) est un village de Bosnie-Herzégovine. Il est situé dans la municipalité de Gornji Vakuf-Uskoplje, dans le canton de Bosnie centrale et dans la fédération de Bosnie-et-Herzégovine. Selon les premiers résultats du recensement bosnien de 2013, il compte 1 419 habitants.

## Démographie

### Évolution historique de la population
| 1948 | 1953 | 1961 | 1971  | 1981  | 1991  | 2013  |
| ---- | ---- | ---- | ----- | ----- | ----- | ----- |
| -    | -    | 992  | 1 298 | 1 561 | 1 713 | 1 419 |

|  |